# マサックのスーパー実験室
『マサックのスーパー実験室』（マサックのスーパーじっけんしつ）は、青森朝日放送で不定期に放送されているローカルテレビ番組である。毎回なんらかの科学の不思議にスポットを当て、それらの解説や実験を行う。一回30分で放送される（SPを除く）。

## 概要
当時現役高校の教師であり、青森県内各地で公演（実験ショー）等を行っていた工藤貴正の冠番組として1998年にスタートした。それから半年後の1999年1月6日より3日間連続で放送を行い、この頃から夏（7 - 8月）に集中放送、冬（1月）に集中放送する形を採るようになった。さらに季節によって毎週放送となる場合と毎日放送となる場合がある。

## 出演者

### 2021年1月
- 工藤貴正（Mr.マサック）（元青森県立弘前実業高等学校教諭、2017年3月退職）

実験室助手
- 澤田愛美（ABAアナウンサー）

実験室助手見習い
- ジョナゴールド（2代目）（RINGOMUSUME）（2017年1月 -）

ゲスト
- 大石恭平（激情ブルース）
- しょうたろう（激情ブルース）

ナレーション
- 服部潤

### 過去の出演者
実験室助手
いずれも当時ABAアナウンサーである。
- 松元美穂（1998年12月 - 2000年1月、2003年1月 - 2004年1月）
- 坂口千夏（2000年3月 - 2004年1月）
- 武田真紀（2004年8月 - 2005年1月）
- 室谷香菜子（2005年夏 - 2009年1月）

実験室助手見習い
- 境香織（1998年12月 - 2002年8月、2003年8月 - 2004年1月）
- 渡辺千穂（2004年8月 - 2005年1月）

役職不明
- 藤田亜希子（2005年夏 - ）
- 百沢沙希

なお、回によってはゲストが出演することがあり、かつてはデヴィ夫人が出演したこともある。

## スペシャルなど
また、2006年夏の放送（8月15日）では、一回きりの放送となった代わりにゴールデンタイムに放送された（19:00 - 19:54放送。この関係で『新・桃太郎侍』は後日代替放送）。
2007年1月6日の放送でも同じく一回きりの放送となった代わりに45分放送になり、それまでのスタジオ収録スタイルを舞台形式に変え、その中に実験を取り入れる手法になった。

## スポット番宣
番組放送前に流されるスポット番宣では、他のCMをパロディ化した映像が流れている。2014年夏の放送では、同局の深夜ミニ番組「ズブ濡れ」をそのままスポット番宣に利用した。

## 受賞歴
第59回科学技術映像祭「教育・教養部門」優秀賞（2018年）